# 37 Pułk Piechoty Obrony Krajowej
37 Pułk Piechoty k.k. Landwehry (niem. 37. Landwehrinfanterieregiment Gravosa lub 37 Landwehr Infanterie-Regimenter Gravosa) – pułk piechoty Kaiserlich Königliche Landwehr. Okręg uzupełnień – Dubrownik (niem. Ragusa).
Pułk został utworzony w Dubrowniku w 1906 jako niemiecki pułk obrony Krajowej.
Kolory pułkowe: trawiasty (grasgrün), guziki srebrne z oznaczeniem "37". W lipcu 1914 roku skład narodowościowy pułku: 82% – Chorwaci i Serbowie.

## Dyslokacje
Dyslokacja w latach 1906–1910: dowództwo oraz wszystkie bataliony oprócz III w Dubrowniku, III batalion w Gjenovicu.
Dyslokacja w latach 1911–1914: dowództwo oraz wszystkie bataliony oprócz III w Dubrowniku, III batalion w Kotorze.

## Dowódcy pułku
- 1907–1911 – płk Karl Walter
- 1912 – płk Josef Haberditz
- 1912–1914 – płk Franz Grossmann

## Oficerowie
- mjr Heinrich Weigl
- ppor. Kazimierz Bartoszyński
- lek. pułk. Tadeusz Kolasiński
- ppor. rez. san. Aleksander Ślączka

## Przydział w sierpniu 1914 roku
4 Brygada Piechoty Austro-Węgier, 18 Dywizja Piechoty Austro-Węgier, XVI Korpus Austro-Węgier.